# Fritz Steiner (Schauspieler, 1913)
Friedrich Arthur „Fritz“ Steiner (* 25. Dezember 1913 in Eibenstock; † 31. Oktober 1977 in Wrocław) war ein deutscher Schauspieler, Operettenbuffo, Theaterleiter und Intendant.

## Kindheit und Jugend

### 1913 bis 1933
In Eibenstock wurde er als Kind eines ein Reisetheater führenden Ehepaars – der aus dem Rheinland stammenden Mutter Agnes und dem aus Wien stammenden Vater Fritz Steiner – geboren, in dem sich die in Dresden lebende Familie zu dieser Zeit mit einem Engagement aufhielt. Zunächst in Dresden in der Oppellvorstadt aufwachsend, gründete der Vater 1920 nach dem Ersten Weltkrieg in Dresden-Strehlen sein Reisetheater erneut. Sein Engagement war damals im „Königshof“, einem inzwischen (nach 1990, Stand 2017) rekonstruierten Ballsaal. Auf dessen Bühne trat im gleichen Jahr der Siebenjährige an der Seite seiner vier Jahre älteren Schwester Therese erstmals auf.
1921 erfolgte der Versuch des Vaters, ein Volkstheater im Dresdner „Volkswohl“ zu gründen, das jedoch wenig später Opfer der folgenden Inflation wurde. Von 1923 bis 1928 musste die Wanderbühne nach Mittweida umziehen. Dort spielte Fritz Steiner als Zehnjähriger seine erste Operettenrolle, die des „Heinerle“ in Der fidele Bauer von Leo Fall. Die Wanderbühne von Vater Steiner bespielte aber neben der Bühne in Mittweida in diesen Jahren auch Bühnen in Kamenz (Stadttheater), Bad Schandau (Kurtheater) und in Lauban (Sommertheater), Fritz spielte überall die Kinderrollen. Trotz dieser Reisetätigkeit absolvierte er in dieser Zeit das Realgymnasium.
Armut und Existenzangst als ständige Familienbegleiter, die stete Bettelei um die alljährlich neu zu vergebenden Konzessionen (mit ihren für einen Familienbetrieb kaum zu erbringenden geforderten Kautionen) sowie die Verachtung des „wohlsituierten“ Bürgertums gegenüber allen Wanderbühnen (was auch deren Ensembles und die Familien einschloss) und gegen deren ausschließlich proletarisches bzw. erwerbsloses Publikum – was sich häufig genug in Kritiken widerspiegelte – prägten Steiners Jugendjahre und ließen in ihm einen Zorn gegenüber diese kulturellen und gesellschaftlichen Verhältnisse heranreifen.
Sein künstlerisches Naturtalent setzte sich durch: Nach einer privaten Gesangsausbildung in Dresden, die sich die Familie buchstäblich vom Mund absparte, erhielt der 17-jährige 1930/31 das erste Engagement als Tenorbuffo im Oberschlesischen Landestheater Beuthen-Kattowitz. Parallel übernahm der Vater das Stadttheater Sorau und engagierte anschließend seinen Sohn als Buffo und Bürovorsteher: Fritz Steiner erlernte hier von der Pike auf das Geschäft als Theaterdirektor.

### 1933 bis 1945
Obwohl die Steiners Katholiken waren, wurde ihnen ihre jüdische Abstammung zum Verhängnis: Im Juni 1933 wurde ein Gastspiel des Sorauer Landestheaters in Mittweida offen durch die SA angegriffen. Die Familie floh daraufhin in die Tschechoslowakei. Als der Vater dort ein Theater pachtete, griffen ihn die Henlein-Anhänger der Sudetendeutschen Heimatfront an, verunglimpften ihn und sorgten schließlich für die baldige Schließung der von ihnen so bezeichneten jüdischen Emigrantenschmiere. Der Vater verstarb im gleichen Jahr voller Gram und gänzlich verarmt, woraufhin sich die Familie trennte und eigene Wege ging. Seine Schwester Therese – z. B. – heiratete einen Bulgaren, von dem sie sich wenig später wieder trennte, und konnte sowohl unter dessen Namen („Therese Angeloff“), wie auch als „Therese Steiner“ Nachforschungen der Behörden entgehen.
Fritz Steiner selbst nahm die tschechoslowakische Staatsbürgerschaft an, spielte an oberschlesischen Theatern, aber auch an dem damals zweitgrößten Theater der Tschechoslowakei, dem Stadttheater Teplitz, trat in die KPČ ein und diente zwei Jahre in der tschechoslowakischen Armee. In dieser Zeit heiratete er Eva Belgart, eine jüdische Ballettmeisterin, für die er zum jüdischen Glauben übertrat.
Von Mai bis Oktober 1938 war er als Operettensänger am neu gegründeten Sender Prag 2 in Melnik engagiert, wo er nach Inkrafttreten des Münchner Abkommens als Nichtarier sofort entlassen wurde. Es folgte seine Einberufung in die deutsche Wehrmacht, aus der er nach einigen Monaten wegen Wehrunwürdigkeit entlassen wurde. 1940 starb seine Frau.
In dieser bedrohlichen Situation lernte er seine spätere zweite Frau, die Schauspielerin Kinga von Felbinger, kennen, die Eheschließung wurde ihnen von den Behörden verwehrt. Steiner wurde wegen Personalmangel 1941/42 an das Stadttheater Freiberg dienstverpflichtet. Dort war er nach eigenem Bekunden im kommunistischen Widerstand aktiv.
Im Februar 1942 in Freiberg wegen politischer Unzuverlässigkeit wiederum entlassen, fand das Paar Unterkunft bei Steiners Mutter Agnes, die wieder in Dresden lebte. Sie ließen sich heimlich in der Katholischen Hofkirche in Dresden trauen. Im Februar 1943 folgten daraufhin Vorladungen durch die Gestapo, Fritz Steiner wurde als „Volljude“ eingestuft, seine Frau Kinga der Rassenschande bezichtigt.
Unter abenteuerlichen Wegen gelang unmittelbar danach dem nunmehrigen getrauten Ehepaar die Flucht in die Schweiz, das jedoch ihre Tochter in Dresden bei Steiners Mutter Agnes zurückließ. Nach einer trostlosen Zeit in einem Internierungslager erhielt Steiner ein Engagement am Stadttheater Chur, wo allerdings unter der damaligen Leitung von Direktorin Senges-Faust Willkür herrschte und unter zum Teil erbärmlichen Bedingungen bis zu 43 Premieren pro Spielzeit aus dem Ensemble herausgeschunden wurden.

## 1945 bis 1958
Steiners Schwester Therese Angeloff organisierte nach Ende des II. Weltkrieges bei der Sowjetischen Besatzungsmacht für die Familie zwei Theater in Johannstadt und in Cotta (letzteres wurde ab 1950 das dort bis 2016 betriebene Theater Junge Generation) und holte ihren Bruder und seine Frau aus der Schweiz zurück, die beide im Dezember 1945 in Dresden eintrafen. Fritz Steiner trat sofort in die KPD ein und leitete bis 1947 die beiden Theater als „Vereinigte Volksbühne Dresden“ (VVD). Nachdem er von deren Leitung durch die Kulturpolitiker Otto Bochmann und Egon Rentzsch ausgebootet wurde, ging er in die westlichen Besatzungszonen und spielte u. a. 1947/48 am „Neuen Theater München“, wo er seine spätere dritte Frau, Hildegard „Gardy“ Harzfeld kennenlernte.
1949 holte der neue Intendant der „Deutschen Volksbühne Dresden“ (DVD, die aus der VVD hervorgegangen war), Hans Pitra, ihn zurück. Neben vielen Inszenierungen erhielt Steiner auch 1950 ein Lehramt für die Operettenausbildung an der Dresdner Musikhochschule. Seine Frau wurde als Schauspielerin an der DVD engagiert und nach deren Auflösung vom Staatsschauspiel Dresden übernommen. In diese Zeit fiel auch deren Trennung von Steiner.
Allerdings wurde Pitra 1951 am Berliner Metropol-Theater Intendant und Otto Bochmann, der genannte Kulturfunktionär, übernahm die Intendanz am Dresdner Operettentheater. Auf Grund der sich verschlechternden Beziehungen ging Steiner 1951 als Oberspielleiter für Oper und Operette an das Volksbühnen-Theater nach Potsdam und inszenierte sehr erfolgreich.

„Bei den geforderten ideologischen Begründungen der Eignung von Werken des Musiktheaters für den sozialistischen Menschen bringt er es zur Perfektion“

Hier wird auch Hildegard Harzfeld seine dritte Ehefrau.
1957 übernahm die damalige Intendantin Ilse Rodenberg die Intendanz des Theaters der Freundschaft in Berlin, Nachfolger wurde Gerhard Meyer, der das nunmehrige „Hans Otto Theater“ erheblich stärker als Sprechbühne ausrichten wollte. In dieser Situation erreichte Steiner die Nachricht, dass Peter Bejach als Intendant des Dresdner Operettentheaters abgesetzt wurde, am 18. Oktober 1958 trat er sein Amt als Intendant in Dresden an.

## 1958 bis 1977: Prinzipal und „Theaterprofessor“ – Steiners Intendanz an derStaatsoperette Dresden
Von 1958 bis zu seinem Tod im Herbst 1977 leitete Steiner, der am 27. März 1967 zum Professor ernannt wurde, als Intendant die Staatsoperette Dresden.
Sein Ziel war es 1958, noch unter Verwaltung der Staatstheater stehend, mit dem Operettenhaus ein „sozialistisches Volkstheater“ zu schaffen, was ihm in weiten Teilen auch gelang. Herrschend als Autokrat und Improvisator, das Theater führend wie einen Familienbetrieb (als Prinzipal alter Schule), realisierte er mit einem baufälligen Haus und unzureichenden finanziellen Mitteln ambitioniertes Musiktheater. Als Chef war er unnachgiebig, aber auch präsent und auf der Bühne stets mitreißend. Er behandelte Künstler und Mitarbeiter häufig wie Kinder, Diskussionen über künstlerische Fragen waren so gut wie unmöglich. Seine Familie erhielt auch lukrative Aufträge: Seine Ehefrau Gardy stand regelmäßig als Diva auf der Bühne, seine Schwester Therese Angeloff bekam lukrative Aufträge als Librettistin, Schwiegersohn Horst Ludwig und andere Familienmitglieder erhielten Engagements.
Die „rote Operette“ verhielt sich unter ihm nach außen betont SED-konform, Freundschaftsverträge mit verschiedenen Betrieben und einer Unteroffiziersschule sowie die Aufführung vieler sozialistischer Gegenwartsstücke verschafften Steiner den Ruf und die Verbindungen, die er benötigte, um Devisen und Rechte für die Aufführung internationaler Erfolgsmusicals zu erhalten. Er erreichte 1967, dass die 1963 so benannte Staatsoperette Dresden in die künstlerische Eigenständigkeit entlassen wurde, die sie bis heute (2023) hat.
Gleichwohl gelang es ihm, in dem baufälligen Haus in Leuben eine ganz eigene prickelnde Theateratmosphäre zu schaffen, Mitarbeiter und Gäste des Hauses wurden zu einer verschworenen Gemeinschaft voller Kreativität und Energie. Das Publikum vergötterte seine Stars. Dieses verschaffte ihm fast nebenbei (in Erinnerung an die Komödie Der Raub der Sabinerinnen und den dortigen Theaterdirektor Striese sowie die Spielstätte der Staatsoperette, die sich in Dresden-Leuben befand) den Beinamen: „Der Striese von Leuben“.
So sind auch seine beiden ersten Inszenierungen zu verstehen: Frau Luna (1959, seine erste Regiearbeit in Leuben) in der Fassung von Otto Schneidereit („Die Luna hat nun endlich eine logische Fabel bekommen“, Zitat Steiner) und Die schöne Helena in der Fassung von Karl-Heinz Gutheim und Werner Finck (1960), in der er mit geistvoller Aktualität eine Welt „entgötterte“, die mit wenig Weisheit regiert wird.
Steiners Prinzip war, grundsätzlich fünf Premieren pro Spielzeit auf die Bühne zu bringen, wobei drei Aufführungen aus der Gegenwart stammen sollten, zwei aus dem „klassischen Repertoire“. Unter Gegenwartskunst verstand Steiner einerseits, anspruchsvolle Stücke der DDR-Gegenwartskunst auf die Bühne zu bringen (erstes Stück war Alarm in Pont l’Eveque von Conny Odd 1960, ihm folgten u. a. Messeschlager Gisela von Gerd Natschinski 1961 oder Rund ist die Welt von Wolfram Heicking (Text Klaus Eidam) 1962), als auch Gegenwartsoperetten aus der Tschechoslowakei oder der Sowjetunion (erstes Stück war die deutsche Erstaufführung von Stürmische Hochzeit von Boris A. Alexandrowitsch 1960).
Später wandte er sich dem Musical zu: Sensationen waren die DDR-Erstaufführungen von My Fair Lady (1965) mit Marita Böhme und Peter Herden, beide als Gäste in den Hauptrollen (das 1978, bezeichnenderweise erst nach Steiners Tod, nach 446 Vorstellungen auf Weisung der SED-Führung in Berlin abgesetzt werden musste), Sweet Charity (1971), Show Boat (1973) und Cabaret (1976, in dem er den Gemüsehändler Schulz spielte).
Die klassischen Operetten wie Der Bettelstudent (1959), Ritter Blaubart (1964, er spielte den biestigen König Bobèche), Der Vetter aus Dingsda  (1975) und Orpheus in der Unterwelt (1977) wurden in neuen und überraschenden Inszenierungen gespielt. Zu einem besonderen Meilenstein wurde seine Inszenierung Carl Binders Tannhäuser und die Keilerei auf der Wartburg („Große sittlich-germanische Operette von Johann Nestroy“) von 1976.
Mit dem Beschluss der SED-Führung, in Leuben ein großes Neubaugebiet entstehen zu lassen, gelang es ab 1970 zumindest die Genehmigung für einige Umbauten zu erhalten, die jedoch alle „in Eigenleistung“ durch das Ensemble erbracht werden mussten. Bis 1977 wurden Rekonstruktionsmaßnahmen durchgeführt, ein Kulissenfahrstuhl wurde eingebaut, ein Anbau mit Ballett- und Probesaal geschaffen und neue Lichttechnik beschafft: Zu wenig für ein modernes Theater und ein Neubau war damit erneut keiner weiteren Diskussionen wert – aber es sollten bis nach 1990 auch keine weiteren Investitionen im Haus in Leuben folgen.
Die Eröffnung als „Kulturzentrum Dresden-Ost“, wie es in offiziellen Papieren zunächst für einige Jahre benannt wurde (es blieb allerdings eine rein planerisch-interne Bezeichnung), zum 30-jährigen Jubiläum der Staatsoperette Dresden im November 1977 erlebte Fritz Steiner nicht: Während einer Auslandstournee der Staatsoperette im südlichen Polen erkrankte Fritz Steiner schwer und verstarb in der Nacht vom 30. zum 31. Oktober 1977 in einem Breslauer Krankenhaus. Die Trauerfeier fand am 9. November 1977 im Krematorium Tolkewitz in Dresden statt.

## Nachfolge
Nachfolger als Intendant an der Staatsoperette Dresden wurde Reinhold Stövesand.
Seine Enkelin Peggy Steiner trat in seine Fußstapfen und wurde Operettensängerin.